# Fan Ming

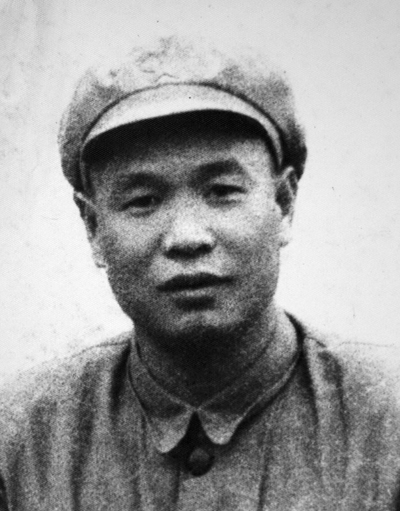
Fan Ming (1951)

Fan Ming (Lintong (Shaanxi), 4 december 1914 - 23 februari 2010) is een Chinees politicus en generaal.

## Leven
Fan werd lid van de communistische jeugdliga in 1932 en van de Communistische Partij van China in 1938.
Tijdens de Tweede Chinees-Japanse Oorlog was hij politiek volkscommissaris van het nationale Chinese leger. Hij bezette ook een belangrijke post tijdens de Chinese Burgeroorlog.
Fan nam deel aan de invasie van Tibet en was ingedeeld in het noordwestelijke kwartier van het Volksbevrijdingsleger in Tibet. Hij was de tweede partijsecretaris van Tibet van juni tot december 1951. Hij stond bekend om zijn onbuigzame houding tegenover de veertiende dalai lama, maar ook tegenover zijn collega's van het zuidwestelijke legerkwartier. In 1955 werd hij nog benoemd tot generaal-majoor. In 1962 viel hij echter in ongenade en werd hij gedurende 18 jaar vastgezet in de gevangenis van Qincheng.